# Andrej Kiska
Andrej Kiska, född 2 februari 1963 i Poprad i dåvarande Tjeckoslovakien, är en slovakisk politiker, författare och företagsledare. Han var Slovakiens president sedan 15 juni 2014. I presidentvalet 2014 kandiderade han som en oberoende kandidat och besegrade i andra omgången den dåvarande premiärministern och socialdemokraten Robert Fico. Han meddelande 2018 att han ej avsåg kandidera för ytterligare en mandatperiod.

### Fotnoter
1. ↑  Brockhaus Enzyklopädie, Brockhaus Enzyklopädie-ID: kiska-andrej, läst: 9 oktober 2017.[källa från Wikidata]
2. ↑  Munzinger Personen, Munzinger person-ID: 00000029961, läst: 9 oktober 2017.[källa från Wikidata]
3. 1 2  Tjeckiska nationalbibliotekets databas, NKC-ID: jo2016923225, läst: 17 december 2022.[källa från Wikidata]
4. 1 2  Timeline: Porovnajte si životy Fica a Kisku na časovej osi (på slovakiska), Aktuálne.sk, 25 mars 2014, läs online.[källa från Wikidata]
5. ↑  läs online, archiv.prezident.sk .[källa från Wikidata]
6. 1 2  läs online, www.prezident.sk .[källa från Wikidata]
7. ↑  Tildelinger av ordener og medaljer, Norska kungahuset, läs online.[källa från Wikidata]